# 醫學官
醫學官，明清掌管醫學事務的衙門官吏。

## 歷代沿革

### 明代[1]
醫學。府正科一人，從九品。州典科一人。縣訓科一人。洪武十七年置，設官不給祿。

### 清代[2]
醫學。府正科，州典科，縣訓科，各一人。俱未入流。由所轄有司遴諳醫理者，咨部給劄。宣統元年，奉天模範監獄成，置醫務所所長，省府正科。